# Martin Thomas Barlow
Martin Thomas Barlow FRS FRSC (Londres, 16 de junho de 1953) é um matemático britânico, professor de matemática da Universidade da Colúmbia Britânica no Canadá desde 1992.

## Vida
Barlow é filho de Andrew Dalmahoy Barlow (1916–2006) e sua mulher Yvonne. Neto de Alan Barlow e sua mulher Nora Barlow (née Darwin), através da qual é um descendente de Charles Darwin. É sobrinho de Horace Barlow. Casou em 1994 com Colleen McLaughlin.
estudou no He was educated Sussex House School, St Paul's School, London, Trinity College (Cambridge) (BA 1975, Diploma 1976, ScD 1993); Universidade de Swansea (PhD).
Recebeu o Prêmio Rollo Davidson de 1984. Foi eleito fellow da Sociedade Real do Canadá em 1998. Foi eleito membro da Royal Society em 2005. Em 2012 tornou-se fellow da American Mathematical Society. Dentre seus alunos de doutorado consta Steven Neil Evans.
Foi palestrante convidado do Congresso Internacional de Matemáticos em Quioto (1990: Random walks and diffusion on fractals).